# 罗费
罗费（法語：Roffey，法語發音：[ʁɔfɛ]）是法国勃艮第-弗朗什-孔泰大区约讷省的一个市镇，属于阿瓦隆区。

## 地理
罗费（47°55'3"N, 3°55'15"E）面积8.55 平方千米，位于法国勃艮第-弗朗什-孔泰大區约讷省，该省份为法国中北部内陆省份，西接卢瓦雷省，西北接塞纳-马恩省，南至涅夫勒省，东临科多尔省，东北与奥布省接壤。
与罗费接壤的市镇（或旧市镇、城区）包括：马罗勒苏利涅尔、贝尔努伊、特龙舒瓦、韦济讷。

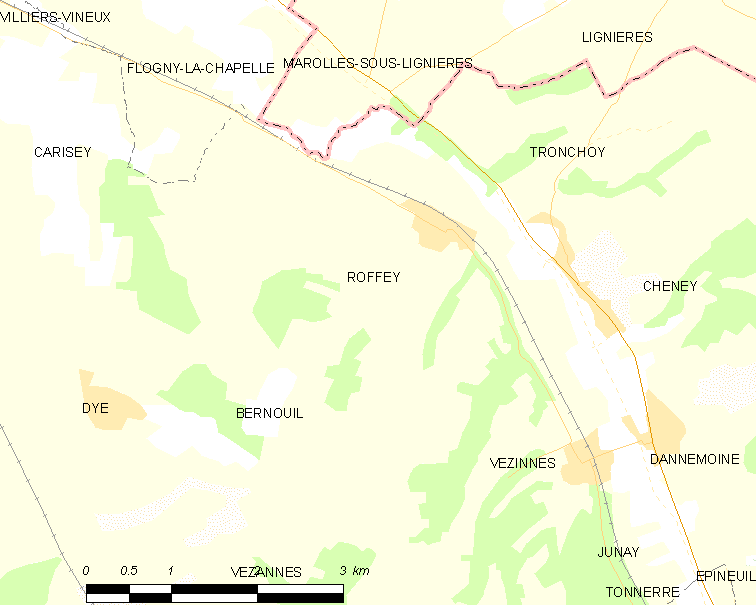
罗费的OSM定位图

罗费的时区为UTC+01:00、UTC+02:00（夏令时）。

## 行政
罗费的邮政编码为89700，INSEE市镇编码为89323。

## 政治
罗费所属的省级选区为托内鲁瓦县。

## 人口

1962-2008年间罗费人口变化图示

罗费于2022年1月1日时的人口数量为146人。